# Activity-based costing
Pour les articles homonymes, voir ABC.
 (juillet 2020).
Si vous disposez d'ouvrages ou d'articles de référence ou si vous connaissez des sites web de qualité traitant du thème abordé ici, merci de compléter l'article en donnant les références utiles à sa vérifiabilité et en les liant à la section « Notes et références ».
L'activity based costing (ABC), ou en français méthode des coûts par activité, est une méthode de gestion de la performance qui permet de comprendre la formation des coûts et les causes de leurs variations.

## Enjeux et histoire

### Enjeux
Désormais, l'on prend conscience au sein d'une organisation qu'il est utile non pas de calculer un coût mais de le piloter.
Les stratégies utilisées par les entreprises pour atteindre leurs objectifs (déjà fixés) doivent s'appuyer sur des processus de production ou organisationnels, qui intègrent des activités. La méthode ABC permet précisément d'avoir une vue de ces activités sur base d'une organisation hiérarchique classique mais également d'avoir une vue transversale, favorisant l'analyse de la manière dont les activités fonctionnent entre elles au sein des processus internes. L'activity based costing permet de définir et de dégager des indices de performance par activité, très utiles pour jauger du bon fonctionnement général de l'entreprise, et de la réalisation des objectifs fixés. Cela permet également de cerner les dysfonctionnements et les coûts cachés pour parfaire la rentabilité et mieux percevoir les coûts consommés par chaque activité.
La méthode ABC est une méthode permettant d'analyser au travers des coûts consommés par les activités la performance des processus transversaux, et la contribution de chaque activité par objet de coûts. On entend par objet de coûts ce que l'on veut analyser : le(s) client(s), les produits, les services, les gammes, les unités de travail (business unit), les marchés, etc. La méthode permet par ailleurs d'analyser de manière fine les coûts indirects qui composent les produits et/ou services.
La différence entre l'activity based costing et les méthodes traditionnelles de calcul des coûts est que les ressources sont assignées à des inducteurs de ressources et non directement à des produits.
De plus, ces inducteurs de ressources sont attribués à des activités, qui sont elles-mêmes allouées à des inducteurs d'activités et finalement aux objets de coût (produit, service, client, marché, etc.). Le concept d'activité est plus adapté pour décrire la manière dont les processus organisationnels ont lieu ; il permet donc d'identifier avec précision le lien de causalité entre objets de coût et ressources.
Pour l'activity based costing, une activité est un ensemble de tâches élémentaires réalisées par un individu ou groupe.
Elle permet de fournir un produit ou un service client. Ces tâches sont effectuées à partir d'un ensemble de ressources. Chacune de ces activités ne consomme pas 100 % d'une ressource ; ainsi, ABC affecte à un produit uniquement le coût effectif pour le fabriquer.

### Origines
En 1986 (public en 1988), le CAM-I publie Cost Management in Today's Advanced Manufacturing Environment: The CAM-I Conceptual Design. La croix du CAM-I définit la méthode ABC et ses corollaires : ABM (activity-based management) et ABB (activity-based budgeting). Depuis peu, la méthode a connu un renouveau, les principes de répartition des coûts étant à présent fondés sur des unités de temps (time-driven activity-based costing).

## Démarche

### Étapes
Pour la mise en place de cette méthode ABC, plusieurs étapes sont nécessaires.

#### Première étape
On analyse les processus dans chaque service ou atelier en vue de l'identification de tous les produits ou services de l'entreprise ainsi que de toutes les activités nécessaires pour les réaliser. Dans le cadre de grandes structures comportant un nombre élevé d'activités, un regroupement des activités par processus est la solution.

#### Deuxième étape
Affectation des charges et des temps de travail aux différentes activités, ce qui permet d'obtenir un total charges et un total temps par activité, qui constituent les ressources de fonctionnement de l'activité. On parle de la répartition des charges par activités.

#### Troisième étape
Choix de l'inducteur de coût pour chaque activité. Le coût unitaire de l'inducteur est le rapport entre le total des ressources et la quantité d'inducteurs.

#### Quatrième étape
Regroupement des charges des différentes activités qui relèvent du même inducteur.

#### Cinquième étape
Calcul des coûts des inducteurs et l'imputation des produits.

### Sens de l'approche
1. L'approche analytique, qui consiste à voir comment les ressources (humaines, financières, matérielles, intellectuelles, etc.) sont consommées par les activités (actions réalisées par plusieurs services d'une entreprise et faisant partie intégrante d'un processus). Dans un deuxième temps, on regarde quelles sont les activités qui sont consommées par chaque produit, client, services, etc. On obtient ainsi un coût de revient détaillé par activité.
2. L'approche fonctionnelle, qui consiste à décomposer le métier en processus, et le processus en activités (proche des processus qualité). Le principe étant d'analyser la performance des processus et de chaque activité, de constater les manquements ou les failles et de parfaire la fluidité des processus dans le but d'une amélioration globale du fonctionnement de l'entreprise.

### Activités à déterminer
La méthode ABC est fondée sur une analyse des « activités » qui sont nécessaires pour atteindre les objectifs.
Les activités sont subdivisées en trois catégories :
1. activités de production, qui contribuent directement à la réalisation du produit ou service ;
2. de support, qui aident d'autres activités à remplir leur mission, par exemple : la logistique, l'informatique, la GRH, la maintenance
3. de structure, qui contribuent à la détermination des objectifs, la définition et la mise en œuvre de la stratégie et au suivi des performances, par exemple : la direction générale, le management de la qualité.

### Particularité de la mise en œuvre
L'ABC est peu utilisée dans les petite ou moyenne entreprise car la méthode est trop souvent perçue dans sa logique budgétaire et semble alors surtout intéressante pour les grandes entreprises. Malgré tout, il y a une forte évolution vers des entreprises de plus en plus petites ces dernières années, et vers les entreprises de services. Le service public est très intéressé par la méthodologie pour faire de l'analyse par projet ou par métier.
De nombreuses PME ont développé un processus de production de plus en plus élaboré pour répondre à une demande diversifiée. L'analyse des coûts de revient se fait alors plus complexe.
Pour répondre à cette évolution, James A. Brimson a proposé le Feature Costing, qui analyse les coûts à chaque activité en lien avec les caractéristiques des produits. Cette approche a été publiée en français sous le nom de Méthode de calcul des coûts par les caractéristiques ou MCCC.
Cette méthode propose d'évaluer à chaque étape de production l'impact des différentes caractéristiques des produits sur les coûts. Cette méthode reste peu connue en France car son application s'est faite essentiellement « vers le haut » en termes de management.
Pourtant, des entreprises perçoivent bien que certaines caractéristiques de leurs produits ont un impact important sur les coûts et elles cherchent à en tenir compte pour le calcul de leur prix de revient.

### Méthodes multicritères complémentaires
En décembre 2006, Emmanuel Hachez publie une méthode multicritères qui analyse le rapport entre les coûts et les caractéristiques des produits mais dans une application « vers le bas » en vue du calcul du prix de revient de produits précis. Cette méthode est utilisée pour la préparation des devis et des tarifs par des entreprises qui produisent des produits industriels ou des services sur-mesure ou très diversifiés. Un système de pondération est utilisé pour tenir compte des caractéristiques, même très diverses, qui influent le coût à chaque activité.
Ce type de méthodes, ABC, MCCC et CALADRIS, nécessitent de plus en plus de calcul et se répandent progressivement au fur et à mesure que les capacités informatiques se développent.
L'informatique est vraiment devenu indispensable à une bonne élaboration et analyse d'un modèle ABC. Dans un premier temps, les entreprises ont développé leurs modèles sur des tableurs, mais ont très vite trouvé les limites de ces outils pourtant très souples. Aujourd'hui, c'est à travers des logiciels spécialisés dans les méthodes ABC-ABM (Activity Based Costing - Activity Based Management) que les sociétés œuvrent à l'élaboration de leurs modèles et à l'analyse des résultats.

### Objectifs
Un système amélioré de suivi des coûts doit être le moyen d'accroître les profits de l'entreprise avant d'être le moyen d'avoir des coûts plus précis. L'utilisation de la méthode ABC améliorera la rentabilité de l'entreprise grâce à une plus grande précision dans l'analyse des coûts qui permettra d'établir de meilleures stratégies de gestion des produits et des activités.
Les objectifs de la méthode ABC sont en nombre de quatre et présentés selon leur importance.

#### Obtenir des coûts plus précis
La répartition approximative des importantes charges indirectes par des clefs très souvent volumiques conduit à sous-évaluer les coûts des produits en petites séries par rapport à ceux d'une grande série. L'imprécision des coûts peut même conduire l'entreprise à prendre des décisions dangereuses en matière de tarification et de développement de produits.

#### Rendre visible des activités cachées
Un découpage plus fin du fonctionnement permet de faire apparaître le coût des activités « accessoires » (par rapport au processus principal de production, et restées pour cette raison cachées pour la comptabilité analytique) parfois coûteuses alors qu’elles peuvent n'apporter que peu de valeur.

#### Rendre variable des charges fixes
Les charges fixes ne le sont souvent que par rapport au niveau d'activité général, ainsi les frais d’un bureau d'études sont fixes, mais le coût du bureau d’études dépendent du nombre de modèles qu'il conçoit ou améliore. Il faut donc déterminer un ou plusieurs inducteurs de coûts pour chaque activité afin d’obtenir une relation causale pertinente.

#### Donner un modèle de fonctionnement pertinent et cohérent
À partir de l'activité, des applications multiples et flexibles peuvent être construites afin de déterminer des coûts par produits, par processus, par projets, etc. De plus, dans le cadre d'un processus, peuvent être suivis de façon cohérente : le délai, la qualité des produits empruntant le processus. Enfin, la détermination d'unités d’œuvre plus « vraies » facilite la construction de budgets plus crédibles.